# Hauho
Hauho este o fostă comună din Finlanda.